# Półgroszek podolski

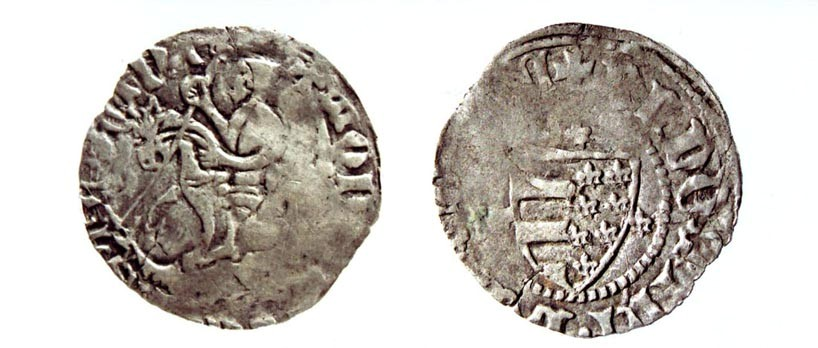

Półgroszek podolski – karbowana moneta Księstwa Podolskiego, bita za czasów Konstantego (1380—1391) oraz Fiodora (1388—1394) Koriatowiczów. Na awersie monety była Pogoń Ruska, na rewersie herb Ludwika Węgierskiego. Innym potwierdzeniem zależności wasalnej Koriatowiczów od Ludwika jest hołd złożony przez Aleksandra i Borysa w roku 1377.
Na monetach wcześniejszych był napis „MONETA CONSTANTINI / +DVCIS H(EREDIS ЕТ) DOMINI DE SMOTRIC” na późniejszych „MONETA CONSTANTINI / +DVCIS HEREDIS ЕТ DOMINI DE PODOLIA”. W taki sposób Konstanty najpierw nazywa swoje księstwo Smotryczem, od swojej ówczesnej stolicy – Smotrycza. 
Średnica: 17,5 — 18,5 mm, waga: 0,8 g — 1,2 g.
Fiodor Koriatowicz bił także monetę ze swoim osobistym znakiem – podwójnym krzyżem z rozszczepionymi końcami. Inny syn Koriata, Dymitr, pojął za żonę siostrę Dymitra Dońskiego. Syn Dymitra, Wasyl I, starając się o niezależność od Ordy, zaczął także bić monetę ze znakiem św. Jerzego, co zapoczątkowało stosowanie tego znaku także w Księstwie Moskiewskim.